# Claude Évin
Pour les articles homonymes, voir Evin.
 (juillet 2024).
Si vous disposez d'ouvrages ou d'articles de référence ou si vous connaissez des sites web de qualité traitant du thème abordé ici, merci de compléter l'article en donnant les références utiles à sa vérifiabilité et en les liant à la section « Notes et références ».
Claude Évin, né le 29 juin 1949 au Cellier (Loire-Atlantique), est un homme politique et un avocat français. Membre du Parti socialiste, il est député de la Loire-Atlantique pendant près de trente ans, de 1978 à 2007.
Il occupe plusieurs ministères au sein du gouvernement de Michel Rocard : ministre délégué chargé de la Protection sociale en mai 1988, chargé de la Santé et de la Protection sociale à partir de juin, puis enfin ministre de la Solidarité, de la Santé et de la Protection sociale entre 1988 et 1990. Il est notamment connu pour la Loi Évin qui lutte contre le tabagisme et l'alcoolisme en interdisant leur publicité. À partir de 2015, il travaille en tant qu'avocat.

## Biographie
Élève de l'Institution Saint-Joseph d'Ancenis, puis diplômé de l'École d'éducateurs spécialisés d'Angers, il exerce à partir de 1971 jusqu'à son élection comme député lors des élections législatives de 1978 au sein du groupe socialiste, un an après être entré au conseil municipal de Saint-Nazaire comme adjoint.
Il est secrétaire fédéral adjoint du Parti socialiste unifié de la Loire-Atlantique de 1973 à 1974, puis intègre le Parti socialiste où il occupe les fonctions de secrétaire de section à Saint-Nazaire (1975-1977), membre du comité fédéral de la Loire-Atlantique (1975-2005), et du bureau national (2000-2005).
Systématiquement réélu député, il est président de la commission des affaires culturelles, familiales et sociales durant toute la législature, vice-président de l'assemblée nationale de 1986 à 1987, puis cède son siège à Marie-Madeleine Dieulangard le 28 juillet 1988, après avoir été nommé au gouvernement de Michel Rocard.
Porte-parole du gouvernement de 1988 et 1989, il est successivement ministre délégué chargé de la Protection sociale en mai 1988, chargé de la Santé et de la Protection sociale à partir de juin, puis enfin ministre de la Solidarité, de la Santé et de la Protection sociale entre 1988 et 1990. Il met en place les premières actions de lutte contre le tabagisme et la publicité pour l'alcool, à travers la « Loi Évin » qui interdit l'affichage de publicité pour l'alcool et le tabac en 1991, la vente de ces produits aux moins de 16 ans ainsi que le fait de fumer dans la plupart des lieux publics. Il s'est également engagé dès 1988 en faveur de la commercialisation de la Mifépristone (RU 486, ou pilule abortive) qui s'était interrompue sous la très forte pression des milieux hostiles à l'avortement un mois après la mise sur le marché. Il aura alors cette phrase: "Le RU 486 est devenu la propriété morale des femmes. "
Dans le cadre de l'affaire du sang contaminé, on lui reproche de ne pas avoir organisé le rappel de tous les transfusés ayant pu être infectés, mais il obtient un non-lieu de la Cour de justice de la République.
Non reconduit lors de la constitution du Gouvernement Édith Cresson en 1991, il est réélu à son siège de député lors d'une législative partielle en septembre 1991. En 1992, il entre au Conseil régional des Pays de la Loire. Il perd son siège en 1993, mais est réélu en 1997. Il ne s'est pas représenté en 2007.
Durant cette période, il siège au conseil économique et social (1994-1997), à l'Assemblée parlementaire du conseil de l'Europe (1997-2007), au conseil de surveillance de la Caisse nationale d'assurance maladie (Cnam) (2002-05), à l'Office parlementaire d'évaluation des politiques de santé et à la Commission des comptes de la sécurité sociale (2002-2005).
Président de la Fédération hospitalière de France entre 2004 et 2009, il est nommé en Conseil des ministres le 30 septembre 2009 responsable préfigurateur de l'Agence régionale de santé pour l'Île-de-France,, nouvelle instance chargée de piloter et de coordonner dans chaque région les différents services médicaux et la politique de santé publique.
D'après la liste arrêtée au 11 novembre 2003, il est membre du Comité d'orientation scientifique de l'association fondée par Michel Rocard et Dominique Strauss-Kahn, À gauche, en Europe.
Entre-temps il aussi assumé des fonctions d’enseignement comme maître de conférences associé à l'université Paris VIII de 1993 à 1997, et professeur associé à l'université de Nantes de 2007 à 2009. Titulaire d'un DEA de droit et d'un doctorat en droit public, il entre comme avocat associé au cabinet parisien Jacques Barthélémy en 2009.
Du 1er avril 2010 à août 2015, il est directeur général de la toute nouvelle Agence régionale de santé (ARS) d'Île-de-France.
Il rejoint le cabinet d'avocats DLA Piper en septembre 2015, en tant qu'avocat conseil, principalement dans le domaine des sciences de la vie et de la santé.
Il est depuis le 1er septembre 2016 avocat associé au sein du cabinet Houdart et Associés.

## Mandats
- 13/03/1977 - 13/03/1983 : adjoint au maire de Saint-Nazaire (Loire-Atlantique)
- 03/04/1978 - 22/05/1981 : député (élu en remplacement de Georges Carpentier — PS —, qui ne se représentait pas)
- 02/07/1981 - 01/04/1986 : député
- 14/03/1983 - 19/03/1989 : adjoint au maire de Saint-Nazaire
- 02/04/1986 - 14/05/1988 : député
- 04/04/1986 - 01/04/1987 : vice-président de l'Assemblée nationale
- 13/05/1988 - 23/06/1988 : ministre délégué auprès du ministre des Affaires sociales et de l'Emploi, chargé de la Santé et de la Protection sociale
- 13/06/1988 - 28/07/1988 : député
- 29/06/1988 - 14/02/1989 : ministre de la Solidarité, de la Santé et de la Protection sociale, porte-parole du gouvernement, remplacé à l'Assemblée nationale par sa suppléante Marie-Madeleine Dieulangard
- 14/02/1989 - 03/10/1990 : ministre de la Solidarité, de la Santé et de la Protection sociale
- 20/03/1989 - 18/06/1995 : membre du conseil municipal de Montoir-de-Bretagne (Loire-Atlantique)
- 03/10/1990 - 16/05/1991 : ministre des Affaires sociales et de la Solidarité
- 26/09/1991 - 01/04/1993 : député (élection partielle consécutive à la démission de Marie-Madeleine Dieulangard)

Battu aux élections législatives de 1993 par Étienne Garnier (RPR)
- 23/03/1992 - 15/03/1998 : membre du conseil régional de Pays de la Loire
- 19/06/1995 - 18/03/2001 : membre du conseil municipal de Saint-Nazaire
- 01/06/1997 - 18/06/2002 : député
- 2002 - 2007 : député - ne se représente pas et est remplacé à l'Assemblée nationale par Marie-Odile Bouillé (PS), élue le 17 juin 2007.
- 2001 - 2008 : membre du conseil municipal de Saint-Nazaire
- 2001 - 2008 : membre de la communauté d'agglomération de la région nazairienne et l'estuaire

## Honneurs
- Officier de la Légion d'honneur [6].